# Lago Yazovoe
Yazovoe (en ruso: Язовое озеро) es un pequeño lago ubicado en pleno corazón de Asia Central en el extremo norte oriental de la república de Kazajistán.

## Ubicación geográfica
Localizado en el distrito de Katon-Karagai en la provincia de Kazajistán Oriental muy próximo a la frontera ruso-kazajo a 1642 m s. n. m., es un lago de origen glaciar asentado en las estribaciones próximas al macizo de Altái.

## Recursos Turísticos
Es un lago rodeado de un hermoso paraje montañoso. Desde su lecho son visibles las cumbres nevadas del macizo, destacando entre ellos el nevado Beluja y a la vez, sus aguas de color azul turqueza permite reflejar las montañas circundantes y el firmamento.